# Słonecznik bulwiasty

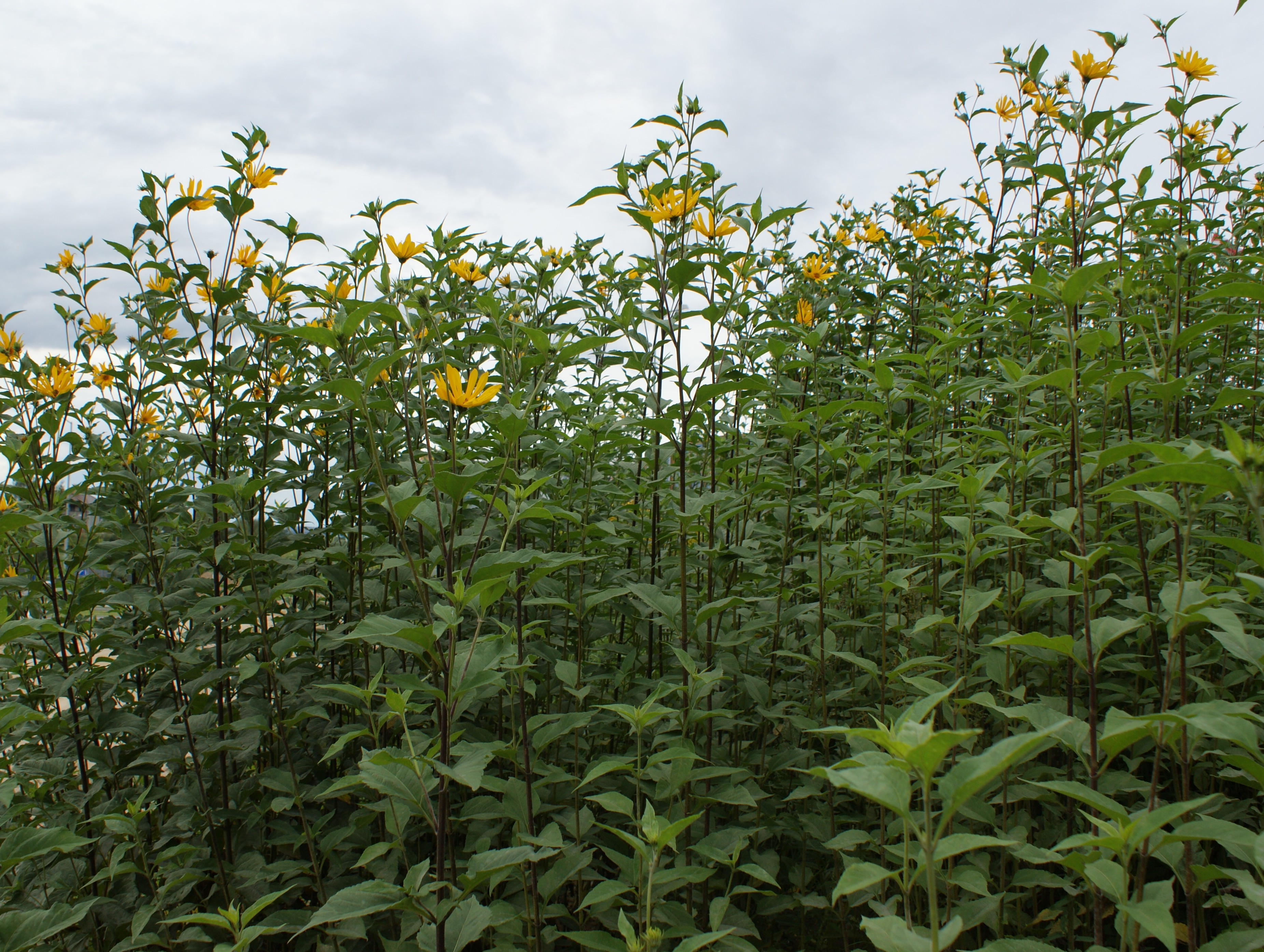
Pokrój roślin kwitnących

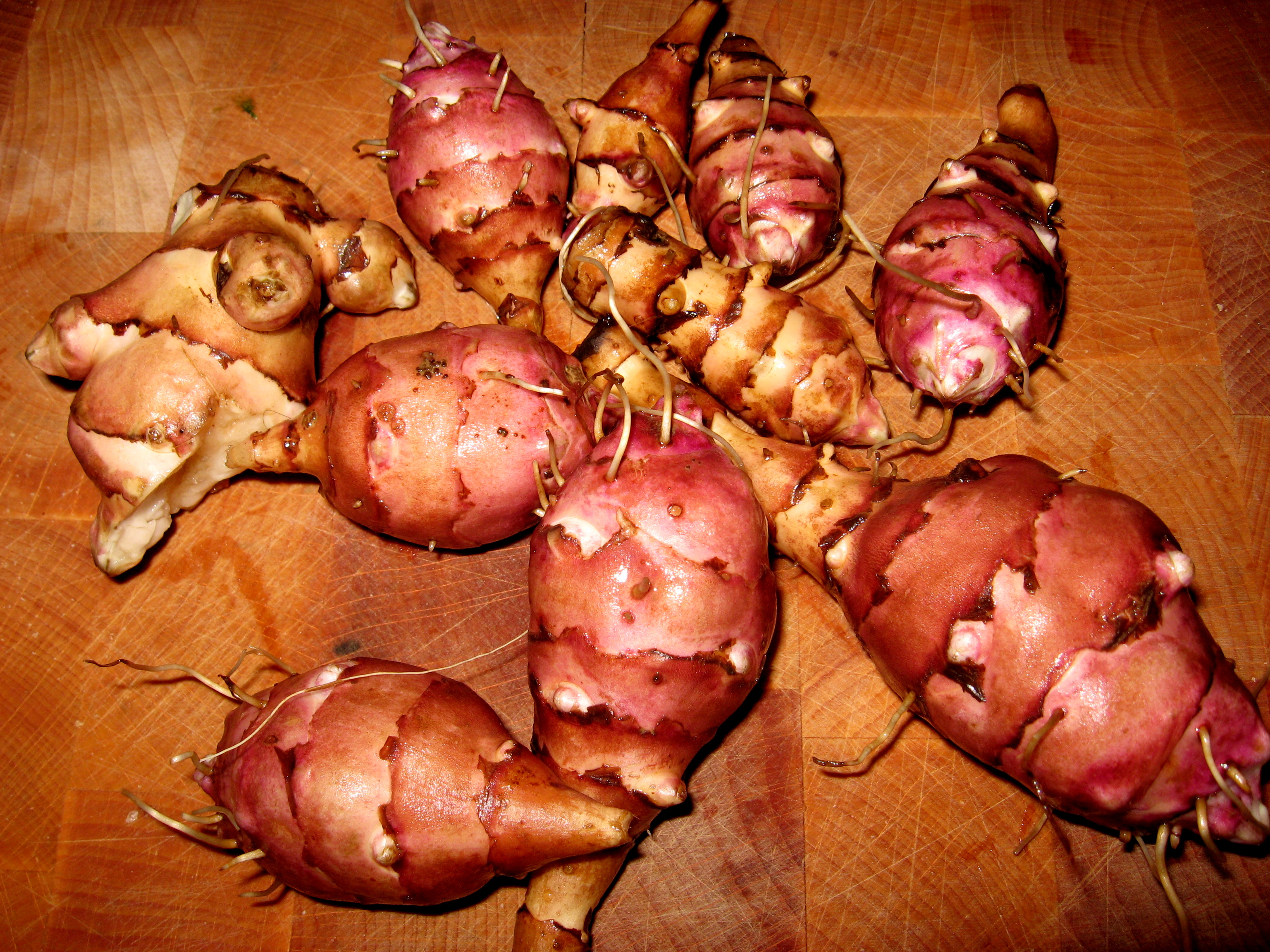
Bulwy topinamburu

Słonecznik bulwiasty, topinambur, bulwa, bulwy (Helianthus tuberosus L.) – gatunek rośliny z rodziny astrowatych, pochodzący z Ameryki Północnej. Został rozpowszechniony na różnych kontynentach jako roślina jadalna, pastewna i ozdobna. Gatunek jest ceniony ze względu na duży potencjał produkcyjny biomasy zielonej oraz z powodu jadalnych bulw. Mają one oryginalny smak i są wartościowym warzywem, zwłaszcza w diecie cukrzycowej. Poszczególne części rośliny znajdują wielorakie zastosowania, a rozwój techniki pozwala na coraz lepsze wykorzystanie uzyskiwanych plonów. W ostatnich latach gatunek ten przykuwa uwagę naukowców jako roślina użytkowa o potencjalnie dużym znaczeniu. Cechuje się niewielkimi wymaganiami, rośnie w bardzo różnych warunkach. Ze względu na łatwość, z jaką odrasta z organów podziemnych, skutecznie się rozprzestrzenia i dziczeje z upraw. Na wielu obszarach jest z tego powodu uciążliwym gatunkiem inwazyjnym.

## Rozmieszczenie geograficzne
Rodzimym obszarem jego występowania jest Ameryka Północna, przy czym – ze względu na jego szerokie rozpowszechnienie przez człowieka – trudno wskazać obszar występowania pierwotnego. W okresie prekolumbijskim był wykorzystywany i uprawiany przez Indian w północno-wschodniej części kontynentu. W stanie dzikim rośnie w Kanadzie od Saskatchewan do Ontario, sięgając na południu po stany Arkansas, Georgia i Tennessee.
Do Europy gatunek ten trafił na początku XVII wieku, kiedy to do Francji przywiózł go Samuel de Champlain. W Anglii był obecny już w 1617 roku. Na ziemiach polskich uprawiany jest od 1730. Dalej na wschodzie, w Rosji, znalazł się dopiero w drugiej połowie XIX wieku. Wcześniej trafił do Indii. Jako uciekinier z upraw topinambur rozprzestrzenia się od około połowy XX wieku. Obecnie rośnie dziko niemal w całej Europie, na Azorach, w Ameryce Środkowej i Południowej, w Nowej Zelandii, Japonii, północnych Chinach i Iranie. Uprawiany jest na obu półkulach, poza klimatem umiarkowanym także w tropikach. Na różnych obszarach, poza zasięgiem pierwotnym, uznawany jest za gatunek inwazyjny, w związku z czym postuluje się i realizuje działania ograniczające jego rozprzestrzenianie i kontroluje jego zasoby.
W Polsce, jako kenofit jest już rozpowszechniony na całym niżu i w niższych położeniach górskich. Stanowi zagrożenie dla gatunków rodzimych i postuluje się zaniechanie jego uprawy na obszarach chronionych, w pobliżu wód i lasów, w miejscach przyrodniczo cennych.

## Morfologia
Część podziemnaRoślina poza cienkimi, włóknistymi korzeniami wytwarza sznurkowate, białawe rozłogi podziemne osiągające maksymalnie nieco ponad 1,2 m długości. Na ich końcach powstają podziemne bulwy pędowe. Mają one kształt elipsoidalny lub gruszkowaty. Jedna roślina wytwarza od kilku do kilkudziesięciu bulw o różnej wielkości – ich grubość wynosi od 3 do 6 cm a długość do ok. 7–10 cm. W zależności od odmiany skórka bulw ma kolor biały, kremowobiały, różowawy lub fioletowoczerwony. Miąższ zawsze biały lub kremowobiały.
ŁodygaWzniesiona, prosta, osiąga zwykle od 1 do 2 m wysokości, rzadko zdarzają się rośliny o niższe (nawet 0,4 m) lub wyższe (do 3 m). Przekrój ma prawie okrągły, jest podłużnie bruzdowana, często czerwono nabiegła, a poza tym cała szorstko, białawo owłosiona. Sztywne, zagięte i nierównej długości włoski są gęste, zwłaszcza w górnej części pędu.
LiścieUlistnienie jest naprzeciwległe z wyjątkiem najwyższej części pędu, gdzie liście wyrastają skrętolegle. Blaszka liściowa osiąga długość 10–23 cm i szerokość 7–15 cm. Ma kształt jajowaty lub lancetowaty, na szczycie jest zaostrzona. U nasady się zwęża lub jest ucięta, ale tuż przy ogonku zbiega klinowato, wąsko oskrzydlając ogonek. Brzeg blaszki liściowej jest grubo piłkowany. Szorstko owłosione z obu stron liście są od spodu jaśniejsze i tu też znajdują się siedzące, połyskujące gruczołki. Poza żyłką główną wyróżniają się grubością dwa dolne nerwy boczne.

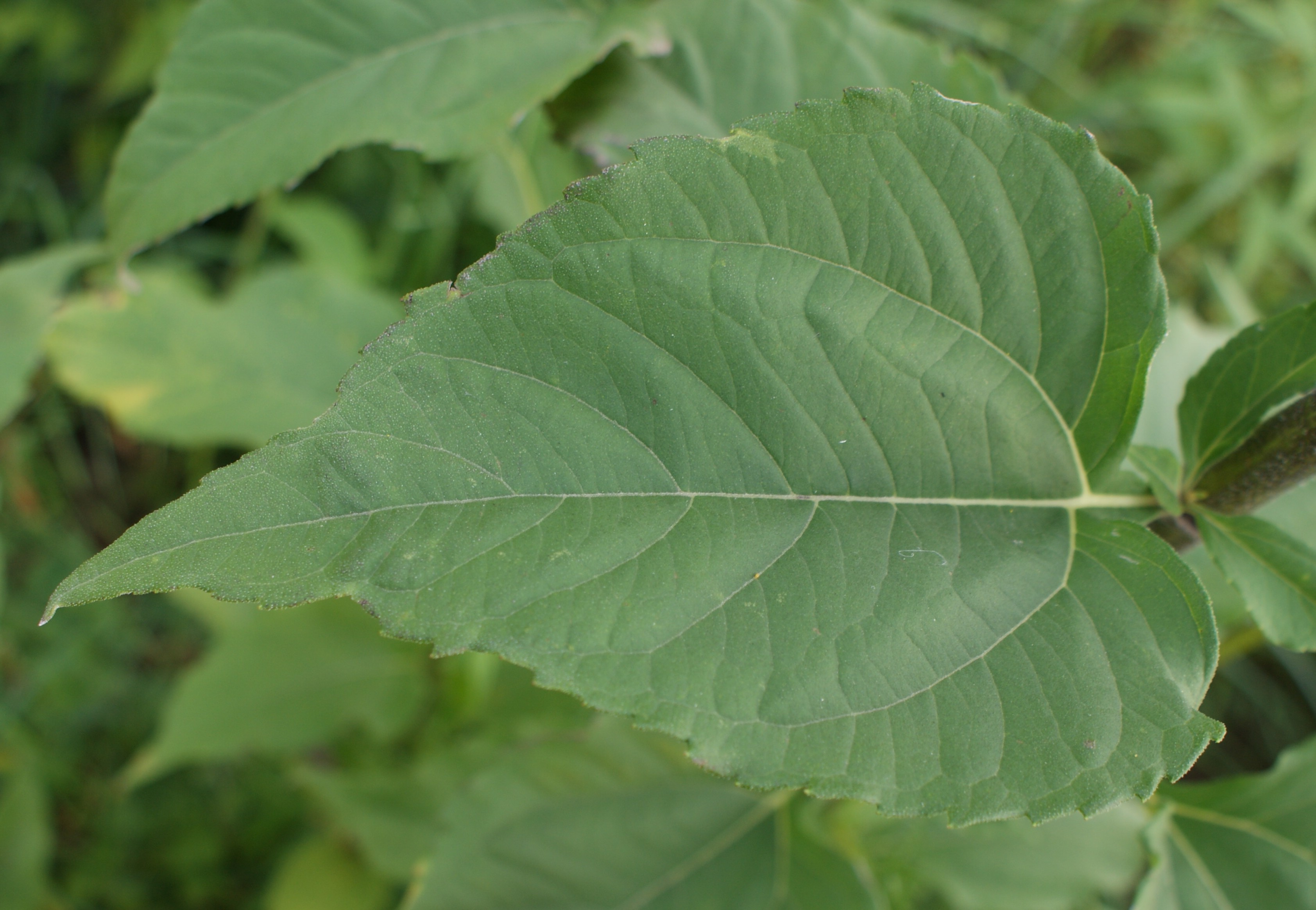
Kształt liścia
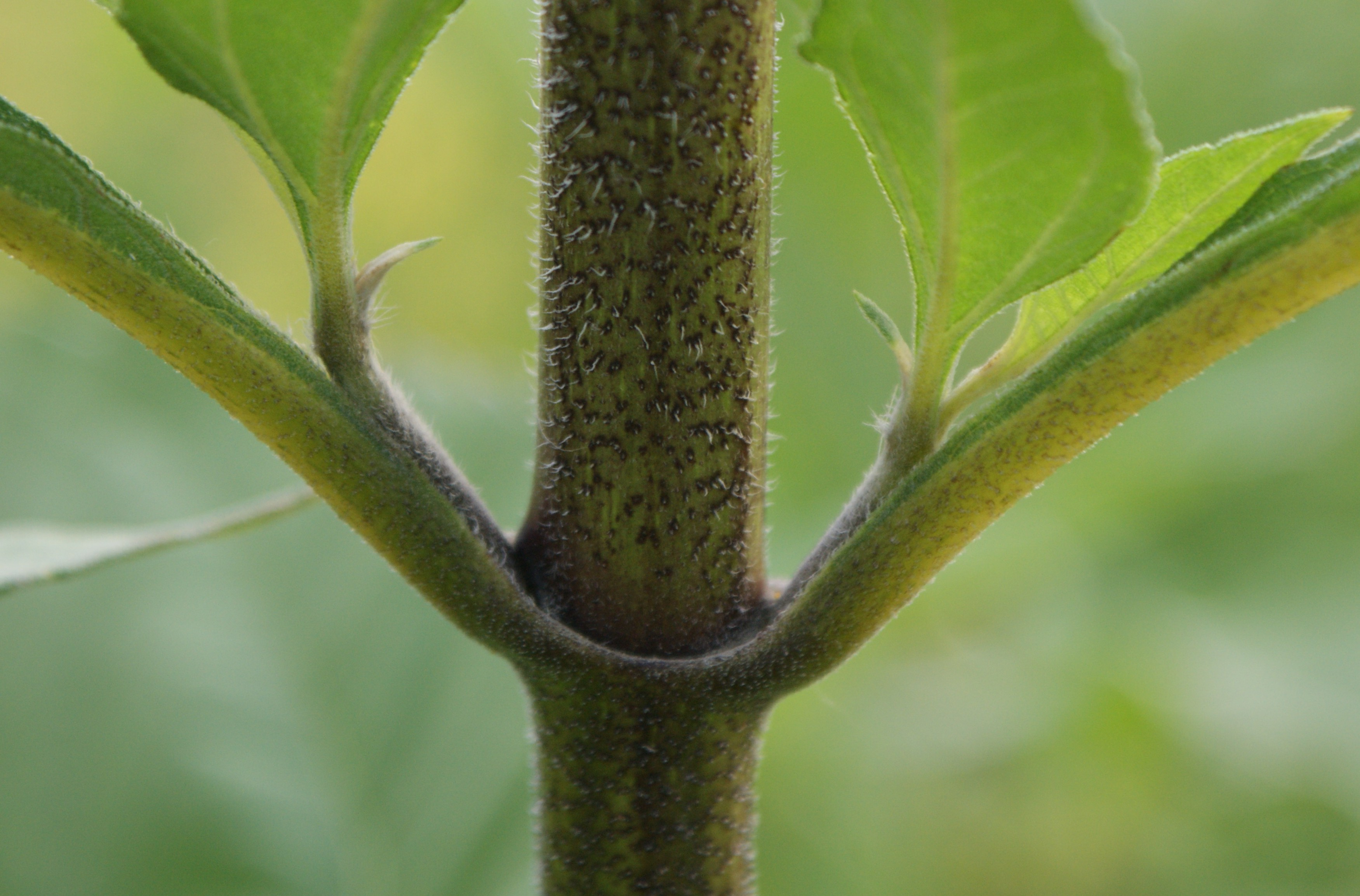
Szorstko owłosiona łodyga
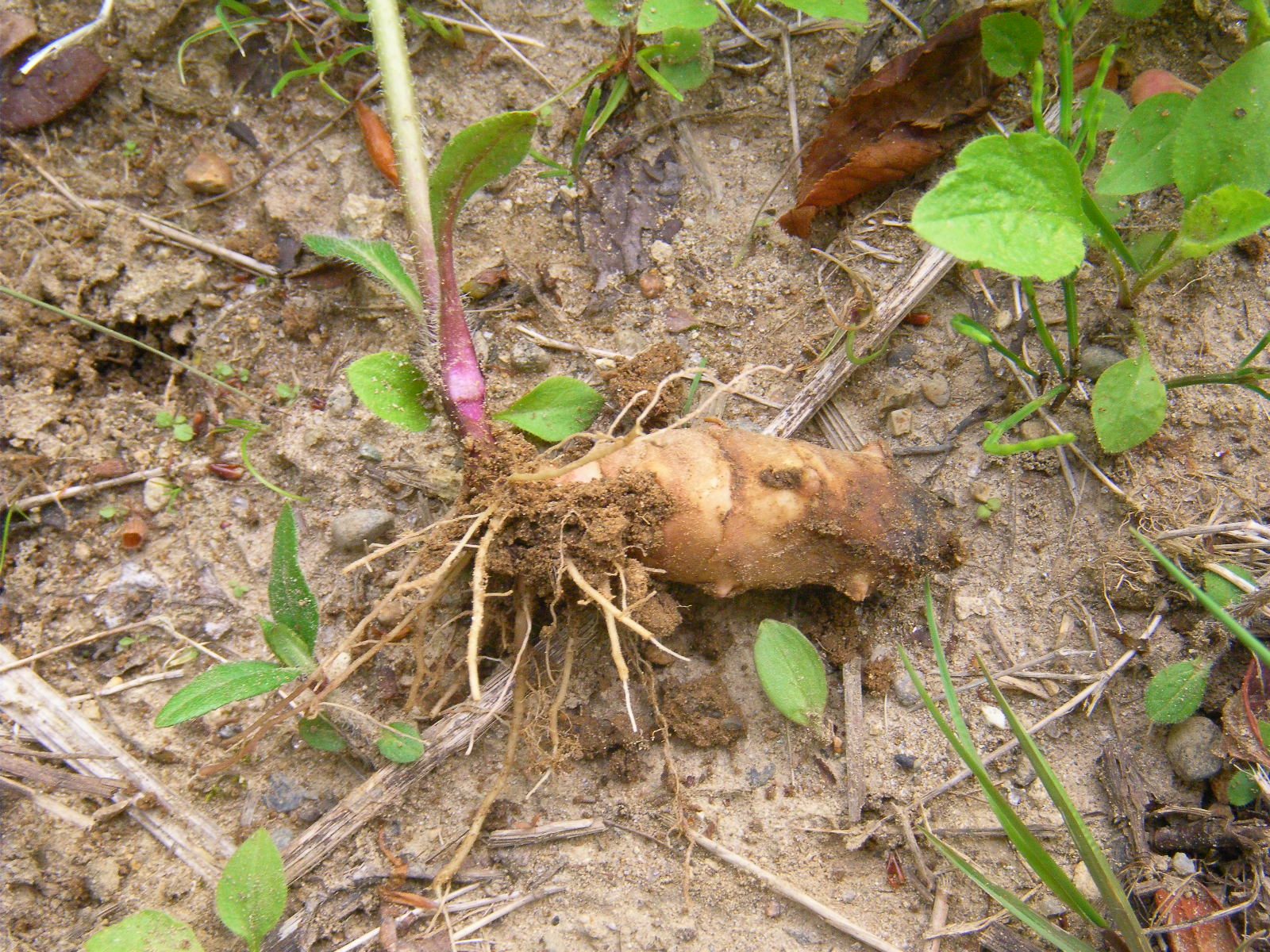
Kłącza z bulwą

KwiatyZebrane są w koszyczki powstające w liczbie od 3 do 15 na roślinie, na szypułach o długości 1–15 cm. Zewnętrzne kwiaty w koszyczku, to płonne, żółte kwiaty języczkowe o długości 2,5–4,5 cm. Jest ich zwykle niewiele ponad 10. Wewnątrz koszyczka znajdują się drobne, płodne kwiaty rurkowe z ciemnożółtymi łatkami. Pięć pręcików zrośniętych jest ciemnobrązowymi pylnikami w rurkę. Kielich przekształcony w pappus w postaci 2 ościstych, szybko odpadających łusek o długości 2–3 mm. Koszyczek okryty jest ciemnozielonymi lub prawie czarnymi, luźno odstającymi, mniej więcej równej długości lancetowatymi listkami okrywy, których jest 22–35. Listki te na końcach wyciągnięte są w długi kończyk. Średnica tarczy koszyczka, czyli bez kwiatów języczkowatych i okrywy, wynosi 1,5 do 2,5 cm.
OwocNiełupka o długości 5–7 mm, naga lub na brzegach owłosiona.

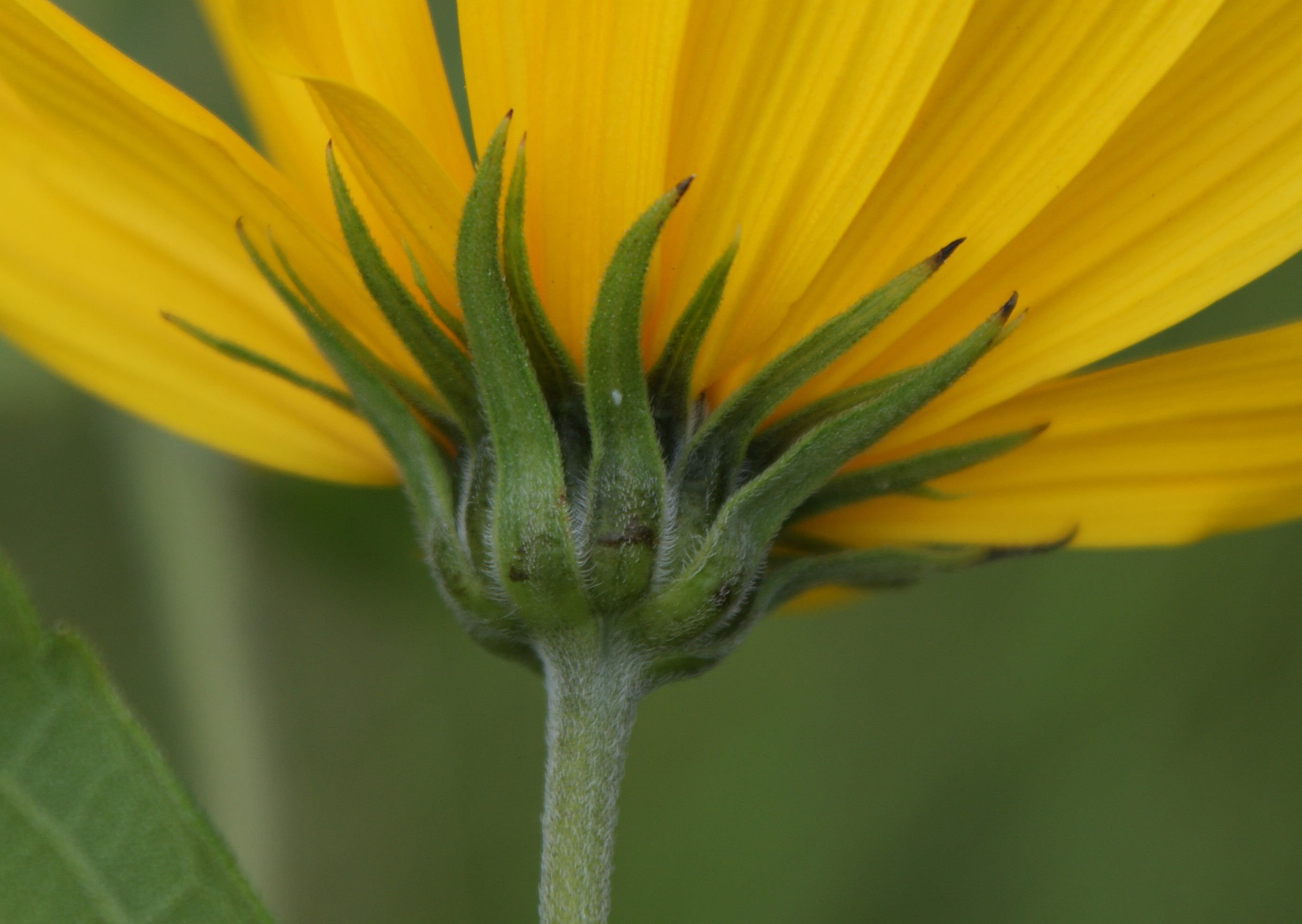
Okrywa kwiatostanowa
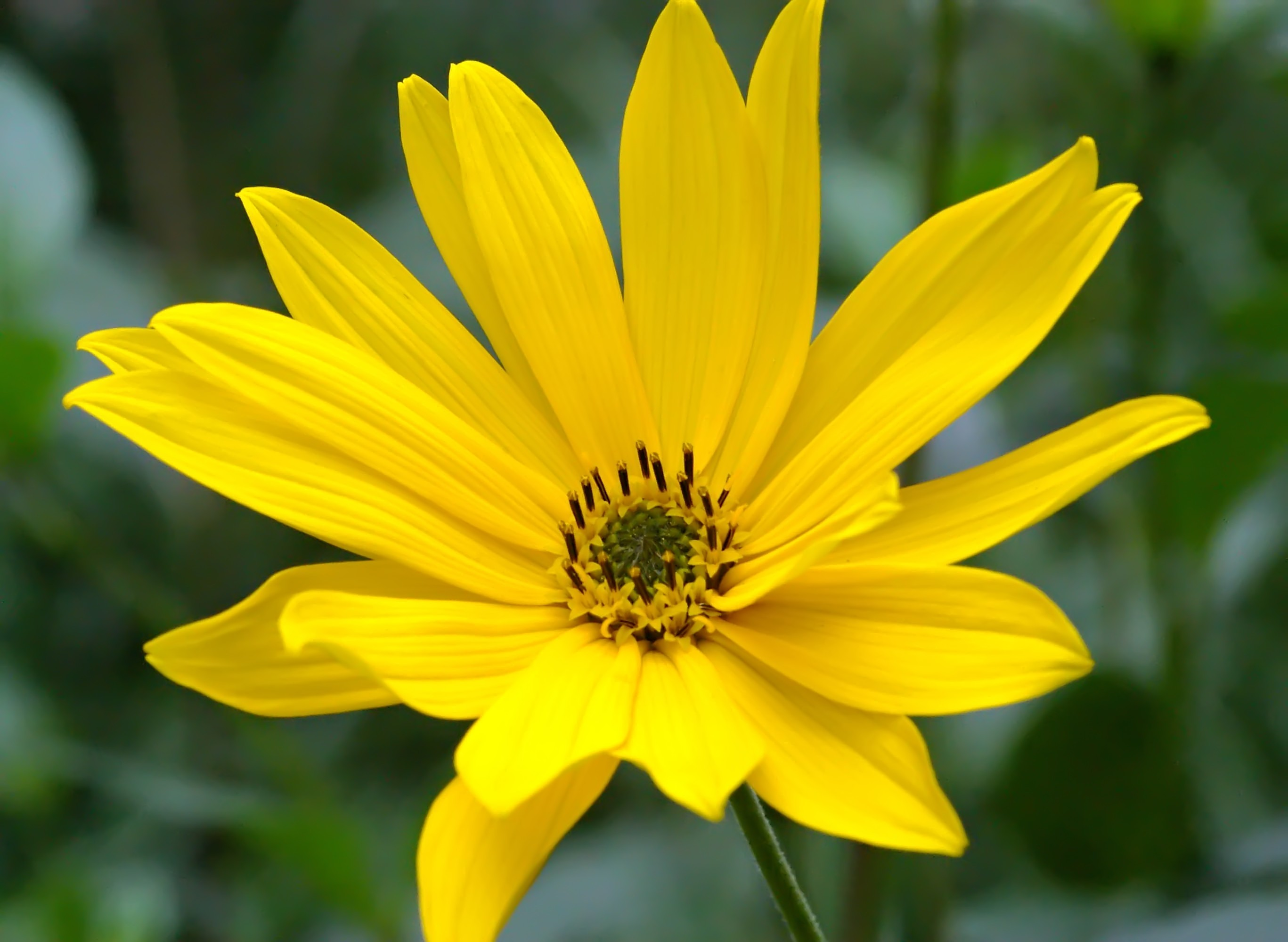
Kwiatostan
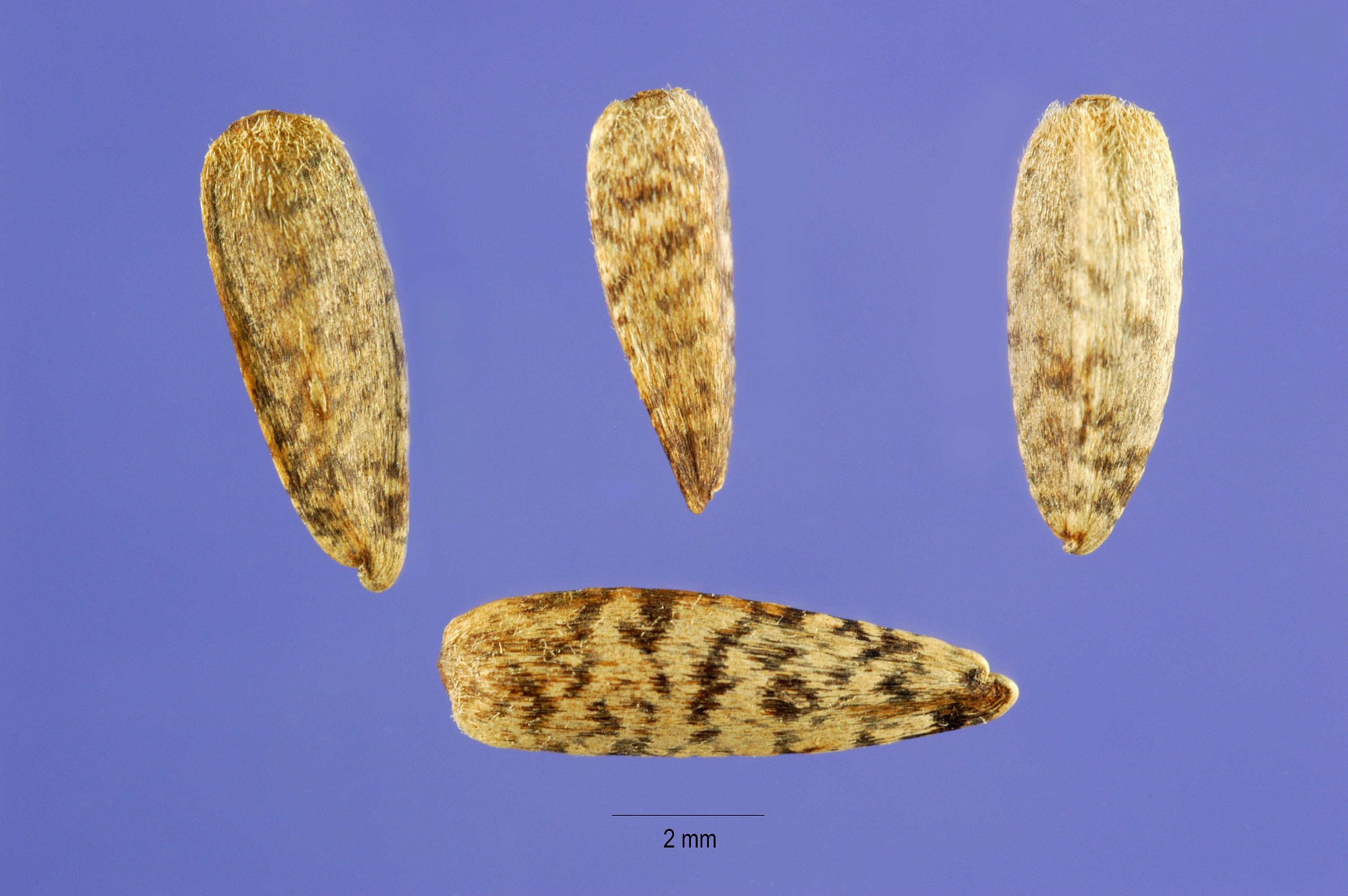
Owoce

Gatunki podobneŁatwość, z jaką różne gatunki słoneczników tworzą mieszańce, utrudnia ich oznaczanie. W Ameryce Północnej problem powiększa duża liczba gatunków i mieszańców, a w Europie środkowej także relatywnie słaba wiedza o zróżnicowaniu gatunków słoneczników tu uprawianych i dziczejących. Słonecznik szorstki (H. pauciflorus) różni się przylegającymi listkami okrywy o różnej długości, nie wyciągniętymi w ostry kończyk, czasem tępymi. Kilka gatunków ma okrywy złożone z listków luźno odstających – jak u topinamburu. Słonecznik olbrzymi (H. giganteus) wyróżnia się wśród nich lancetowatymi, wąskimi (do 3 cm szerokości) i siedzącymi liśćmi (też wykształca jadalne bulwy). Słonecznik dziesięciopłatkowy (H. decapetalus) i miękkowłosy (H. strumosus) mają jaśniejsze (zielono-żółte) listki okrywy, zwłaszcza w ich dolnej części i łodygę niemal nagą i gładką. Pierwszy z tych gatunków ma liście cienkie i nagie lub słabo szorstkie, a drugi ma liście sztywne, szorstkie, gęsto owłosione, od spodu białawosine.

## Biologia

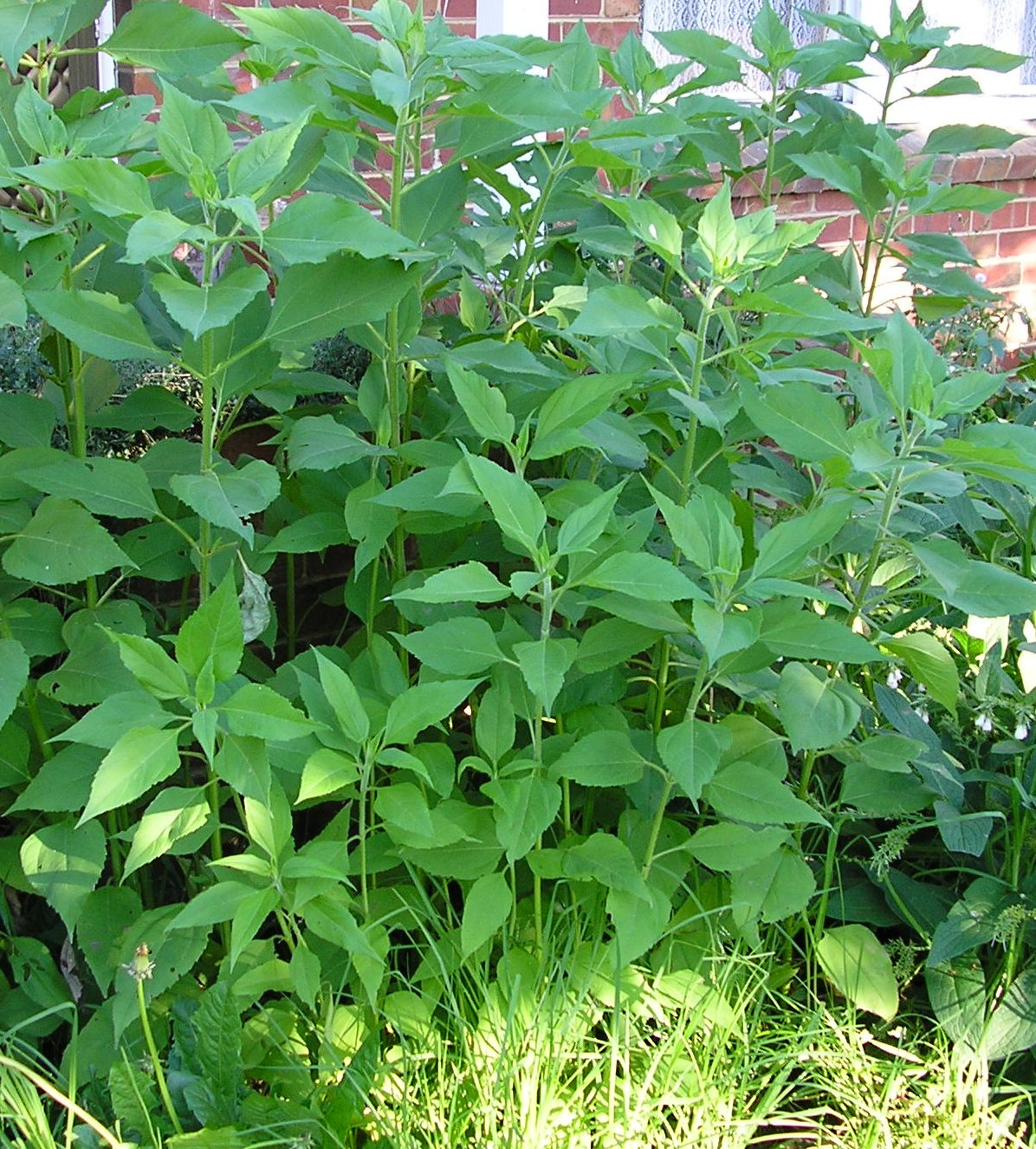
Pokrój roślin przed kwitnieniem

### Rozwój
Słonecznik bulwiasty jest byliną (geofitem), uprawianą zwykle jako roślina jednoroczna. W wyniku kiełkowania powstaje siewka z lejkowato złączonymi u nasady dwoma liścieniami. Następne liście młodociane są eliptyczne, ciemnozielone i pokryte sztywnymi włoskami. Kolejne liście właściwe mają dopiero kształt typowy dla gatunku. Jeśli roślina rozmnażana jest wegetatywnie (w Europie wyłącznie), to pędy wybijają z bulw w ciągu 10–17 dni po posadzeniu, o ile temperatura przekracza 7 °C. W miarę upływu sezonu wegetacyjnego łodyga stopniowo drewnieje. Kwitnienie przypada na okres od lipca do listopada, przy czym trwa ok. 1,5 miesiąca. Gdy roślina rośnie na stanowisku słonecznym zakwita zwykle w II połowie lipca, gdy w półcieniu – dopiero w sierpniu. Przedprątne kwiaty pozbawione są zapachu lub pachną słabo. Są owadopylne, odwiedzają je bardzo różne owady, najczęściej pszczoły i motyle. Rzadko dochodzi do samozapylenia. Poza zasięgiem naturalnym i południową Afryką nie zawsze dochodzi do kwitnienia, którego warunkiem jest długie i ciepłe lato oraz długi dzień. Owoce pozbawione puchu roznoszone są przez ptaki i wodę. Dzieje się tak głównie w obszarze zasięgu pierwotnego, bowiem w miejscach introdukcji, w tym w Europie Środkowej, nasiona zwykle nie dojrzewają. Wszędzie roślina rozmnaża się skutecznie za pomocą podziemnych bulw pędowych, które mogą być rozprzestrzeniane przez wodę i zwierzęta. Znamienna jest też duża zdolność do regeneracji roślin odrastających z fragmentów nie tylko bulw, ale także kłączy i pędów nadziemnych. Raz posadzone rośliny odrastają w latach kolejnych przez co najmniej 20 lat. Po kwitnieniu rośliny transportują substancje odżywcze z pędów do bulw. Po pierwszych mrozach liście czernieją, zasychają i odpadają, pędy nadziemne zaś zamierają.

### Cechy fitochemiczne
Bulwy topinamburu są soczyste, lekko słodkawe. Zawierają do 17% inuliny, stanowiącej 75–80% wszystkich węglowodanów. Pozostałe to skrobia oraz cukry proste (fruktoza, sacharoza, maltoza i niskocząsteczkowe fruktooligosacharydy). Najwięcej inuliny zawierają bulwy o zabarwieniu białym lub żółtym, mniej natomiast czerwone (te z kolei zawierają najwięcej białek). Dzięki znacznej zawartości inuliny bulwy dobrze znoszą mróz (do –30 °C) i mogą zimować w glebie w warunkach klimatycznych Polski w przeciwieństwie do ziemniaka. W trakcie przechowywania lub przetwarzania inulina hydrolizuje na cząsteczki fruktozy. Bulwy zawierają poza tym dużo krzemionki, a witaminy B1 i żelaza mają więcej niż w ziemniakach. Zawierają także witaminę C (do 45 mg w 100 g) oraz sporo karotenu (prowitamina witaminy A). Wyróżniają się także znacznym udziałem takich makro- i mikroelementów jak miedź, magnez i potas. Białka zawierają zróżnicowane aminokwasy egzogenne, m.in. treoninę i tryptofan.
W różnych organach rośliny stwierdzono poza tym obecność kumaryny, nienasyconych kwasów tłuszczowych, pochodnych poliacetylenu i seskwiterpenów.

## Ekologia

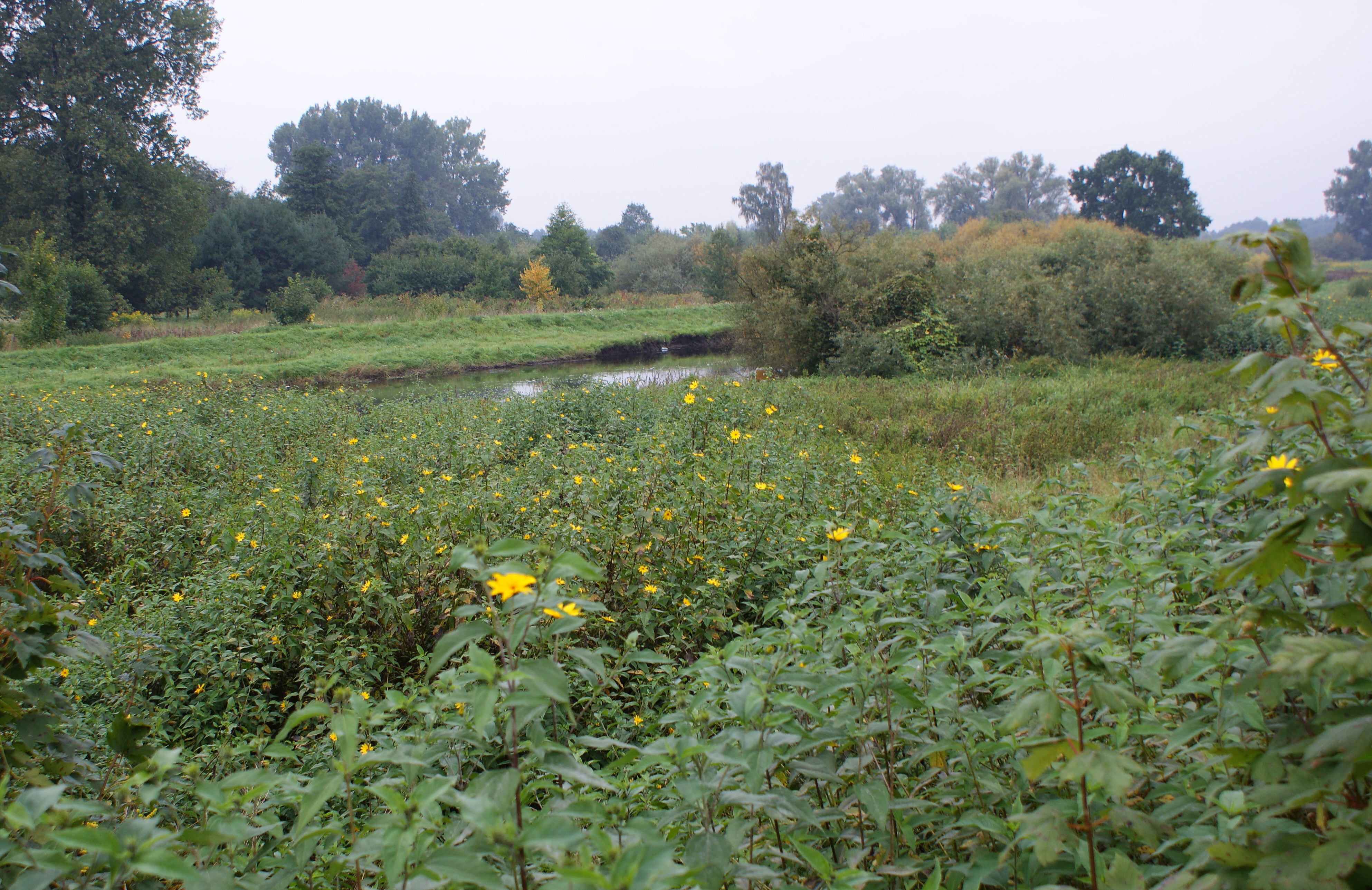
Zbiorowiska słonecznika bulwiastego nad Iną poniżej Stargardu

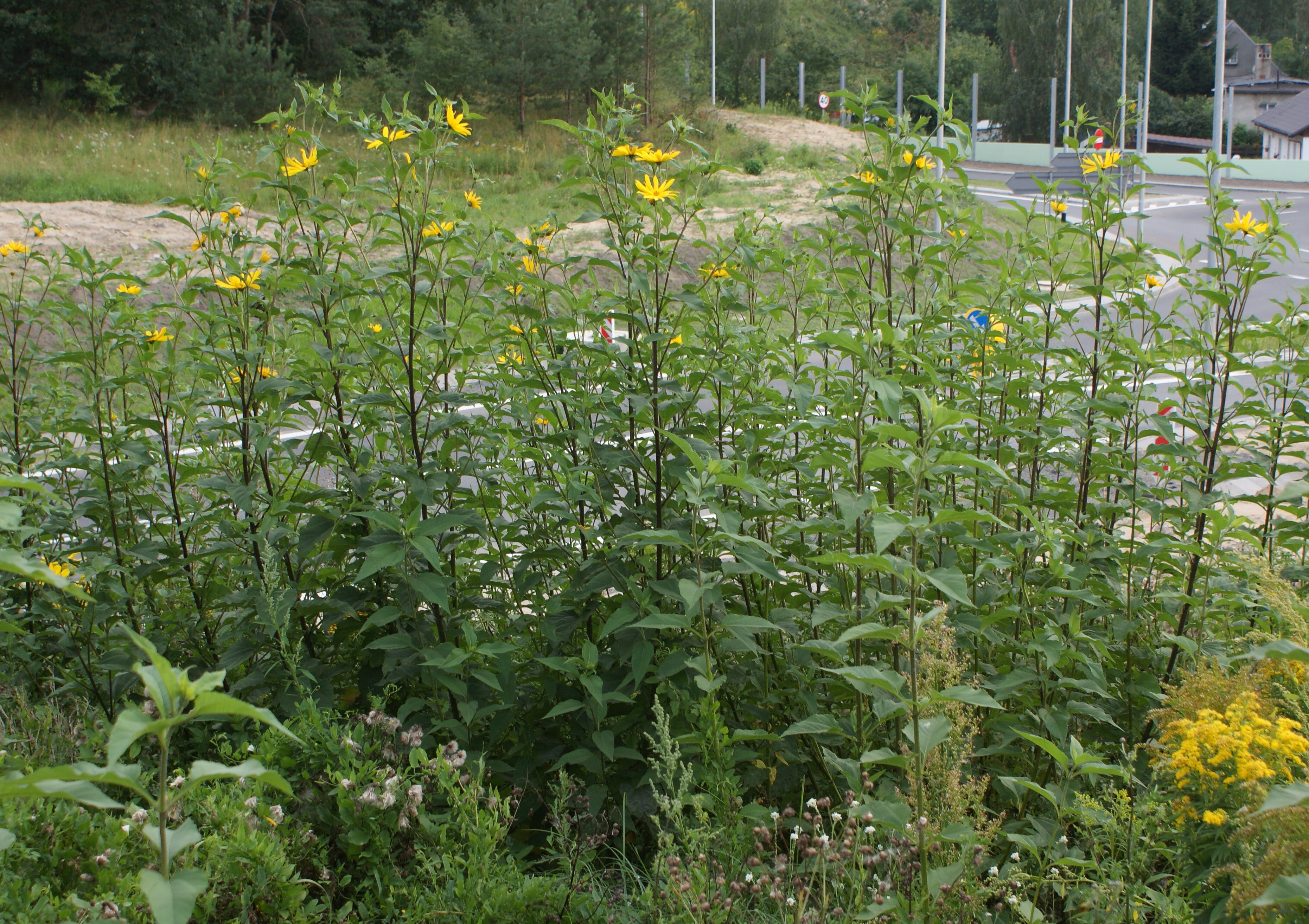
Topinambur w zbiorowisku ruderalnym na przydrożu w Szczecinie

### Siedlisko
W Ameryce Północnej na naturalnych stanowiskach rośnie na średnio wilgotnych i wilgotnych czarnoziemach, zwykle na brzegach wód i lasów, a poza tym na terenach ruderalnych – przydrożach, nieużytkach, obrzeżach pól, głównie na terenach nizinnych, sięgając w wyższych położeniach po ok. 1000 m n.p.m. W Europie Środkowej występuje na podobnych siedliskach – licznie przede wszystkim na glebach wilgotnych – zwłaszcza nad brzegami rzek. Poza tym także jako roślina ruderalna na przydrożach, nasypach, nieużytkach, wysypiskach odpadów, na przychaciach. Rozwija się w różnych warunkach siedliskowych – dobrze rośnie zarówno na glebach żyznych, jak i piaszczystych. Źle rośnie na glebach kwaśnych i w miejscach, gdzie w okresie zimowym stagnuje woda. W czasie suszy liście więdną, lecz rośliny szybko odzyskują dobrą kondycję po opadach. Podczas ciepłego i słonecznego okresu wegetacyjnego silniej rosną bulwy, z kolei podczas chłodniejszych warunków klimatycznych silniej rozwija się masa zielona roślin.
W Polsce gatunek rozpowszechniony jest na nizinach, w Karpatach podawany był z Gorców z wysokości 420 m n.p.m. W strefie tropikalnej rośnie w wyższych położeniach, np. w Indiach uprawiany jest z powodzeniem na wysokościach 1200 m n.p.m., w Nepalu nawet na 2300 m n.p.m.

### Fitosocjologia i oddziaływania międzygatunkowe
W Europie środkowej słonecznik bulwiasty rośnie najczęściej jako składnik lub dominant w zbiorowiskach z klasy Artemisietea vulgaris. Silny wzrost, gęsty pokrój i oddziaływanie allelopatyczne za sprawą terpenów i związków fenolowych sprawia, że słonecznik bulwiasty rozprzestrzeniając się w środowisku naturalnym, silnie przekształca zastane zbiorowiska roślinne i wypiera inne gatunki. Z roślin rodzimych dla Europy Środkowej, występujących na preferowanych przez ten gatunek siedliskach konkurencję topinamburu znoszą tylko: pokrzywa zwyczajna, podagrycznik pospolity, kielisznik zaroślowy i mozga trzcinowata. Często w miejscach masowego występowania słonecznik bulwiasty tworzy wręcz jednogatunkowe agregacje. Właściwość ta bywa wykorzystywana w Ameryce Północnej do zwalczania inwazyjnego tam perzu właściwego. Ze względu na typową dla kenofitów zdolność do wnikania do rodzimych zbiorowisk roślinnych i brak ustalonej charakterystycznej kombinacji gatunków dla fitocenoz, w których dominuje, w warunkach środkowoeuropejskich fitocenozy te nie są uznawane za zespół we właściwym tego słowa znaczeniu. Zbiorowiska z dominacją słonecznika bulwiastego określa się jako agregację Helianthus tuberosus (z rzędu Convolvuletalia sepium), a zbiorowiska ze znaczącą jego domieszką uznaje się za facje odpowiednich zespołów (np. Urtico-Calystegietum sepium facja z Helianthus tuberosus).
Słonecznik bulwiasty na obszarze pierwotnego zasięgu jest rośliną żywicielską (poza innymi licznymi gatunkami owadów odwiedzających kwiaty) dla szeregu gatunków motyli, np. Chlosyne nycteis, Ch. gorgone, Pyrrharctia isabella, Papaipema rigida, Stibadium spumosum oraz chrząszczy i prostoskrzydłych, np. Publilia concava, Melanoplus angustipennis. Nasiona są pożywnym pokarmem dla wielu gatunków ptaków i drobnych ssaków. Duże zwierzęta roślinożerne żerują na pędach. Piżmak i bóbr rzadko wykorzystują łodygi topinamburu do budowy swych legowisk i tam.

## Systematyka i zmienność
Gatunek jest bardzo zmienny, co tłumaczone jest przynajmniej w części krzyżowaniem z innymi poliploidami z tego rodzaju – słonecznikiem miękkowłosym (Helianthus strumosus), szorstkim (H. pauciflorus) i H. resinosus. Uzyskano także mieszańca ze słonecznikiem zwyczajnym (H. annuus). Na ziemiach polskich w uprawie i jako dziczejący notowany jest przynajmniej jeden mieszaniec ze słonecznikiem szorstkim, znany jako słonecznik jaskrawy (H. × laetiflorus).
Odmiany botaniczne
Opisane zostały dwie odmiany biologiczne gatunku:
- H. tuberosus var. tuberosus – odmiana typowa – bardziej masywna, z liśćmi mniej kontrastowo ubarwionymi od góry i dołu, słabiej owłosionymi i skrętoległymi od połowy wysokości[14][17]; nie jest pewne, czy odmiana ta występuje w Europie Środkowej[14];
- H. tuberosus var. subcanescens Gray – odmiana o pokroju smuklejszym, z liśćmi od spodu jaśniejszymi niż z wierzchu, silnie, krótko owłosionymi i wyrastającymi naprzeciwlegle z wyjątkiem szczytowej części pędu[14][17]; do odmiany tej należą w całości lub w znacznej części rośliny spotykane w Polsce[14].

Odmiany uprawne
W Polsce zarejestrowane są od 1998 roku dwie odmiany słonecznika bulwiastego:
- ‘Albik’ – bulwy wydłużone maczugowato, białawe,
- ‘Rubik’ – bulwy o kształcie nieregularnym, owalne, fioletowo nabiegłe.

Różne odmiany o białych organach spichrzowych (poza ‘Albikiem’ np. ‘New White Mammoth’) mają bulwy bardziej regularne i łatwiejsze do oczyszczenia. Dlatego odmiany o bulwach czerwono zabarwionych wykorzystywane są głównie jako rośliny pastewne.
Na świecie istnieje wiele odmian uprawnych tego gatunku, rozmnażanych wyłącznie wegetatywnie. Gdy badano zmienność roślin uzyskiwanych z nasion, okazywało się, że praktycznie każda wykazuje istotną odrębność cech, dostateczną do wyróżnienia nowego kultywaru.
Wybrane odmiany spotykane w uprawie na świecie:
- ‘Fuseau’ – tradycyjna odmiana francuska o nieco niższym wzroście (do 1,8 m) i wydłużonych, gładkich i białych bulwach,
- ‘Dwarf Sunray’ – krótkołodygowa i obficie kwitnąca, bywa stosowana jako roślina ozdobna, bulwy ma kruche i delikatne w smaku,
- ‘Golden Nugget’ – bulwy stożkowate, przypominające nieco marchew,
- ‘Boston Red’ – bulwy guzowate, czerwonawe i duże.

## Nazewnictwo
Zarówno gatunkowa nazwa naukowa (łacińska), jak i zwyczajowa w języku polskim pochodzi od charakterystycznych dla tego gatunku bulw. Nazwa tuberosus to przymiotnik oznaczający „bulwiasty, mający bulwy” wywodzący się od słowa tuber znaczącego w łacinie „bulwa”. Nazwa Helianthus nadana została rodzajowi słonecznik przez Karola Linneusza na bazie greckich słów helios oznaczającego „słońce” i anthos znaczącego „kwiat”. Odnosi się ona do charakterystycznego wyglądu koszyczków kwiatostanowych roślin z tego rodzaju.
Nazwa zwyczajowa „topinambur” pochodzi z określenia tego gatunku w języku francuskim (topinambour), które z kolei nadane zostało tej roślinie od brazylijskiego plemienia Indian Tupinamba. Przedstawiciele plemienia odwiedzili w 1613 roku Paryż, stając się w owym czasie sensacją. Ich popularność spowodowała użycie nazwy plemienia do określenia rośliny, która dostarczona została w tym samym czasie także zza Atlantyku. Nie przeszkodziło w tym to, że Indianie i słonecznik pochodziły z różnych kontynentów.
W języku polskim w XIX wieku i w części źródeł z XX wieku często używana jest nazwa „bulwa”. Określenie w liczbie mnogiej (w formie plurale tantum) – „bulwy” pojawiało się rzadziej, m.in. w pracy Karola Majewskiego Ogrodnictwo z 1876 i w pracach Józefa Rostafińskiego. Później w publikacjach botanicznych zwykle stosowane jest określenie „bulwy” (np. Szafer, Kulczyński, Pawłowski Rośliny polskie z 1924 i wydania późniejsze; Pawłowski, Jasiewicz (red.) Flora Polska z 1971; Podbielkowski Słownik roślin użytkowych z 1989). Z kolei w literaturze rolniczej konsekwentnie stosowana jest nazwa w liczbie pojedynczej – „bulwa” (np. Kalicki Rośliny pastewne z 1954, Gorczyński Rośliny użytkowe z 1961; Stachak Botanika dla zootechników z 1984). Lokalnie i dawniej stosowano również takie nazwy jak: „bulba” (na Wileńszczyźnie), „gdula ziemna”, „świniak”, „świni chleb” i „świni orzech”. Używano także wziętej z francuskiego nazwy „topinambur”. Nazwa mająca postać zgodną z zasadami nazewnictwa systematycznego roślin, a więc zawierająca określenie rodzaju, dawniej miała postać „słonecznik bulwa” (już w końcu XVIII w.) lub „słonecznik bulwkowy”.
We Francji topinambur nazywano „ziemną gruszką” (z uwagi na kształt bulw), a w Anglii – „jerozolimskim karczochem”.

## Zastosowanie

### Roślina jadalna
HistoriaBulwy topinamburu spożywane były przez Indian północnoamerykańskich w okresie przedkolumbijskim. Szybko zostały docenione przez kolonistów i zawędrowały do Europy i Azji. Rozpowszechniły się, choć uprawiane były raczej jako warzywo ogrodowe, na ograniczoną skalę, a nie na polach. W XVIII wieku straciły na znaczeniu zastąpione przez ziemniaki. Później bulwy wykorzystywane były głównie jako roślina pastewna, choć okresowo zyskiwały na znaczeniu. Przykładowo podczas II wojny światowej ponownie były popularne we Francji. W okresie przedwojennym były nierzadko uprawiane na Śląsku. Współcześnie bulwy topinamburu traktowane są zwykle jako dość ekskluzywne i rzadko spotykane warzywo.
Walory smakoweJadalną częścią roślin są bulwy, wewnątrz żółte lub białawe, czerwono lub niebiesko nabiegłe, kruche. Mają słodki, orzechowy smak, przyrównywany do karczocha i orzechów brazylijskich. Zawierają one inulinę, nie trawioną przez ludzi, w związku z czym są one mało pożywne, o ile nie zostaną odpowiednio przetworzone. W wyniku hydrolizy z inuliny powstaje fruktoza, dlatego jest to cenione warzywo w diecie osób chorujących na cukrzycę. Indianie poddawali bulwy fermentacji w kopcach, podczas której inulina ulegała rozkładowi na przyswajalne dla człowieka cukry.
Sposoby przyrządzaniaObecnie bulwy spożywane są jako warzywo zwykle po przegotowaniu, gotowaniu na parze lub upieczeniu. Mimo że polecane bywają do spożycia także w stanie surowym, w postaci takiej powodują wzdęcia u niektórych osób. Według części źródeł obróbka cieplna powinna trwać dłużej niż godzinę, przy czym w miarę upływu czasu bulwy stają się coraz słodsze. Inne źródła podają, że podczas gotowania należy uważać, bo łatwo bulwy rozgotować – w takim przypadku w ciągu kilku minut zmieniają się w papkę. Ze względu na to, że najwięcej witamin znajduje się tuż przy powierzchni bulw, nie zaleca się ich obierania. Przed spożyciem wymagają oczyszczenia za pomocą szczoteczki i dokładnego umycia. Zaleca się dodanie octu do wody, w której gotowane są bulwy. Walory smakowe poprawia dodanie do potrawy startej gałki muszkatołowej. We Włoszech i Francji bulwy używane są do przygotowywania zup. Poza tym przyrządzane są podobnie do ziemniaków, włączając w to sporządzanie delikatnych frytek, a także chipsów. Polecane są także w marynacie oraz zapiekane z serem cheddar.
Poza spożywaniem bulw, wykorzystywane są one do produkcji inuliny oraz fruktozy, a pieczone bulwy mogą być też stosowane jako substytut kawy.

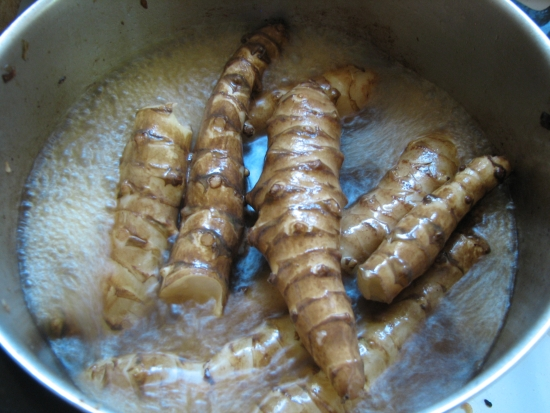
Gotujące się bulwy
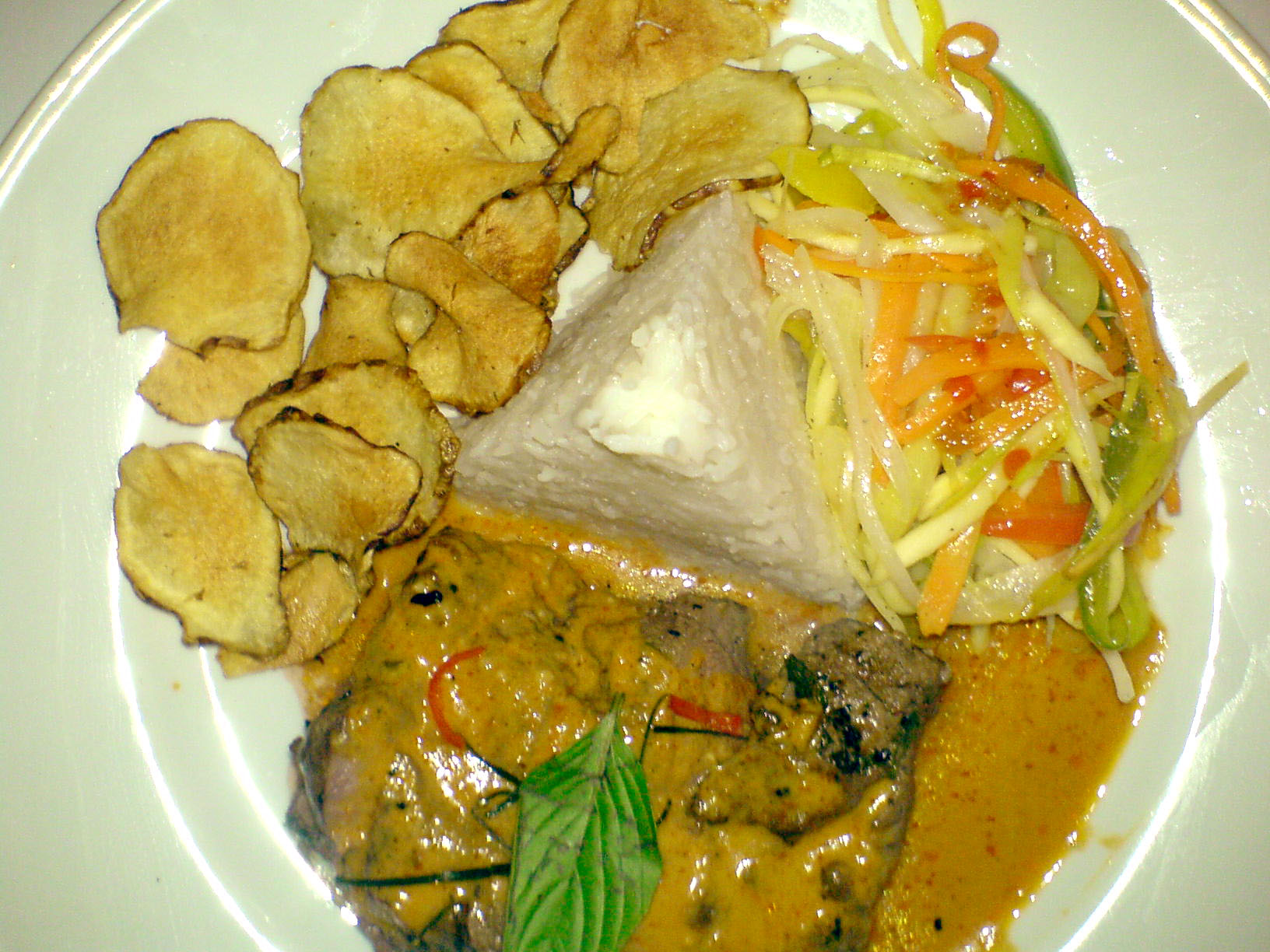
Potrawa z chipsami z topinamburu
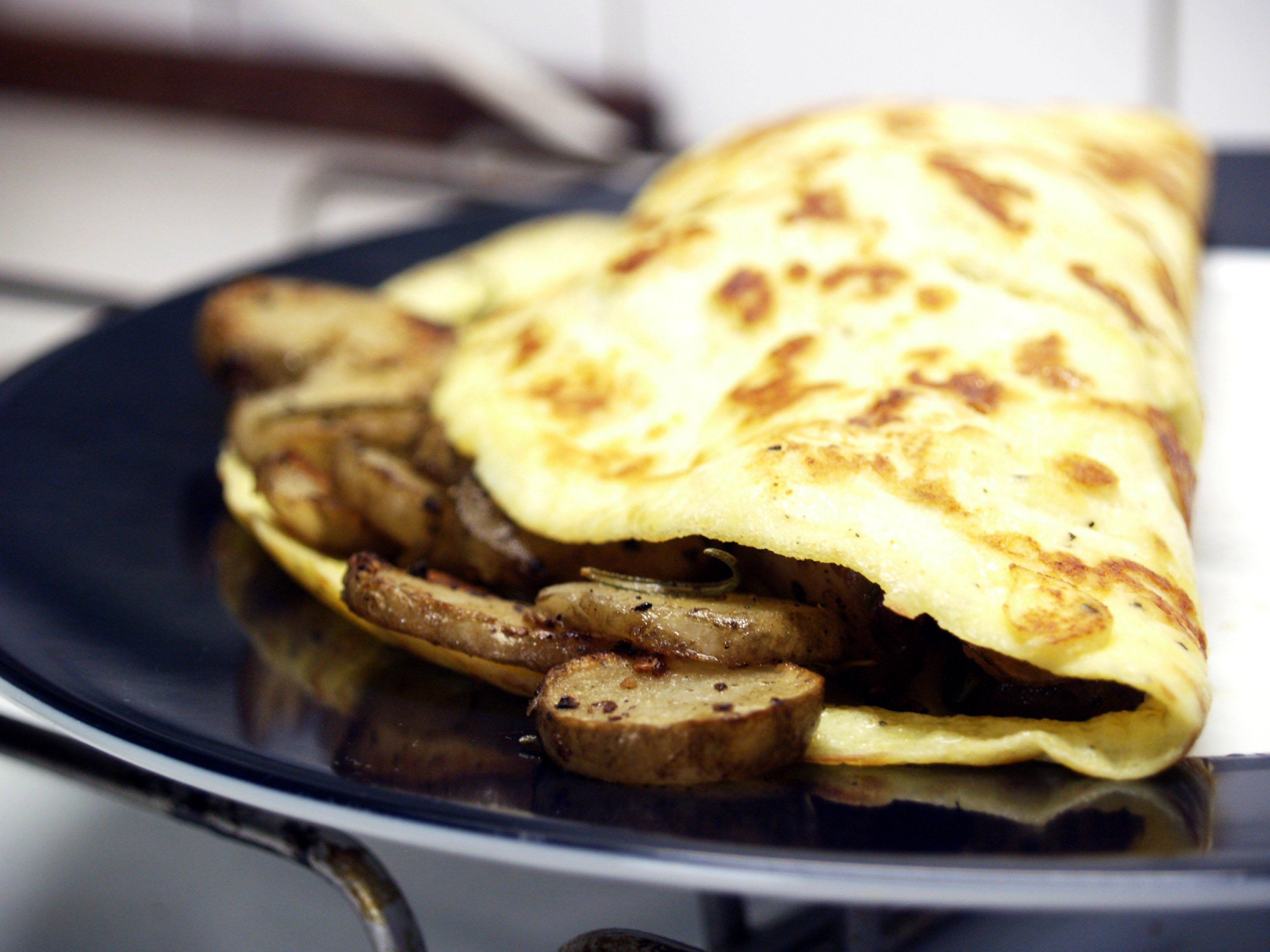
Omlet z topinamburem i rozmarynem

### Roślina lecznicza
Bulwy topinamburu są wartościowym składnikiem diety diabetyków i osób po chemioterapii. Inulina pomaga w normalizowaniu glikemii, a razem z pektynami i błonnikiem pomaga w oczyszczaniu organizmu, wiążąc szkodliwe związki i przyśpieszając ich wydalanie poprzez pobudzanie ruchów jelit. Dzięki temu też bulwy mogą pomagać przy zaparciach. Mają poza tym działać jako immunostymulator, osłonowo na wątrobę i zapobiegać zakażeniom dróg moczowych. W lecznictwie ludowym topinambur wykorzystywany był także przy cukrzycy, otyłości, chorobach układu krążenia oraz reumatyzmie. Analizy dowodów naukowych przeprowadzane przez ekspertów na prośbę Komisji Europejskiej nie dały potwierdzenia przypisywanego topinamburowi korzystnego działania na mikroflorę jelit, ułatwiania utrzymania masy ciała oraz zmniejszania stężenia laktozy – istotnego przy nietolerancji tego cukru. Opublikowane zostały natomiast doniesienia o działaniu cytotoksycznym na dwie linie komórkowe raka sutka seskwiterpenów laktonowych wyizolowanych ze słonecznika bulwiastego oraz działaniu przeciwnowotworowym białek wyizolowanych z bulw.
Sproszkowane bulwy topinamburu wchodzą w skład preparatu „Topinulin” (producent: Farmapol) stosowanego jako środek dietetyczny, dający uczucie sytości, kierowany głównie do diabetyków.

### Roślina pastewna

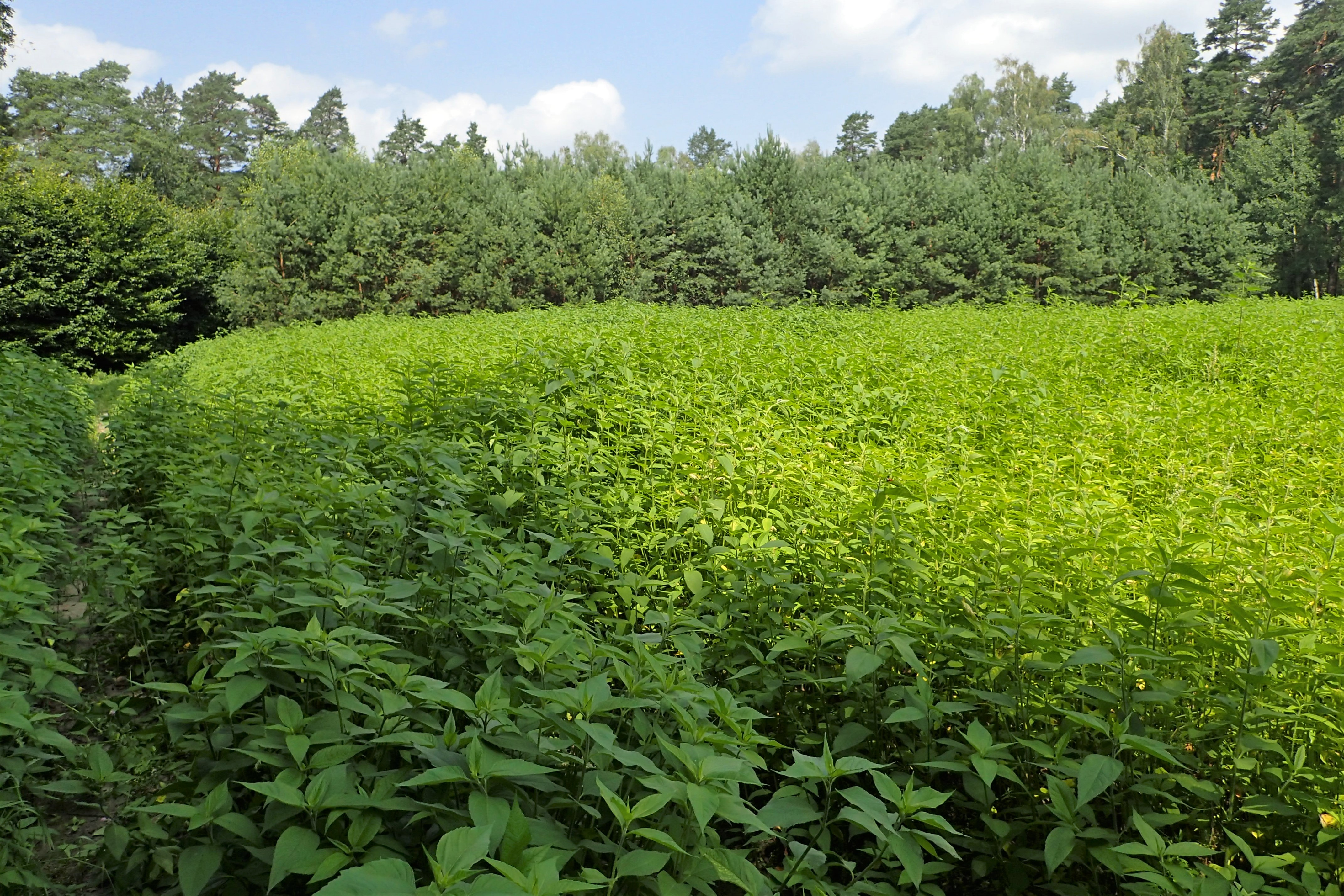
Topinambur na poletku łowieckim w lasach koło Szlachty w północnej Polsce

Zarówno bulwy, jak i zielone pędy stanowią wartościową paszę dla bydła, owiec i świń. Części nadziemne mogą być podawane jako zielonka lub kiszonka. Koszenie w lipcu, sierpniu i w listopadzie pozwala na uzyskanie 200 ton świeżej masy roślin z 1 ha uprawy. Koszenie pędów powinno poprzedzać kwitnienie, bowiem gdy już do niego dojdzie – szybko spada wartość pokarmowa części zielonych z powodu transportu substancji odżywczych do bulw. Zielone części roślin zawierają ok. 27% suchej masy, 1,4% białka, 0,3% tłuszczów, 0,44% wapnia, ok. 0,1% fosforu, ok. 0,4% potasu. Przy karmieniu paszą uzyskaną z 1 ha uprawy można uzyskać 800 kg mięsa wieprzowego. Topinambur wysadzany jest także na poletkach łowieckich w celu dokarmiania zwierzyny, a sadzony na poletkach zaporowych na skraju lasów ogranicza szkody w uprawach rolnych. Bulwy są szczególnie chętnie zjadane przez dziki.

### Roślina przemysłowa
Bulwy stanowią surowiec do produkcji alkoholi. Z biomasy wytwarzany jest bioetanol – z 1 ha uprawy można uzyskać ponad 2,5 tys. dm³ dodatku do paliw. Jako surowiec służący do wytwarzania alkoholu wykorzystywanego jako paliwo, słonecznik bulwiasty stosowany był zwłaszcza w czasie II wojny światowej. Można z biomasy tego gatunku uzyskiwać także butanol i dimetylofuran. Pędy nadziemne po wysuszeniu i rozdrobnieniu mogą być albo spalane bezpośrednio w piecach, albo używane jako surowiec do wyrobu brykietów i granulatu (peletów). Produkcja surowca opałowego z tego gatunku w warunkach polskich nie jest zbyt konkurencyjna – w badaniach uzyskiwano plon suchej masy łodyg wynoszący ok. 5,55 t·ha−1, co pozwoliło na uzyskanie 88,4 GJ·ha−1 energii. W porównaniu do mającej podobne wymagania wierzby wiciowej plon energii uzyskany w skali roku jest mniejszy o 56%.

### Roślina ozdobna
Silny wzrost i efektowne, żółte kwiatostany sprawiają, że rośliny uprawiane bywają w ogrodach nie tylko jako źródło bulw, ale także ze względów ozdobnych. Nadają się na obwódki na granicach ogrodów, nie tylko ze względu na gęsty i wysoki pokrój, ale także jako osłona od wiatru.

### Inne zastosowania
Sieczka z łodyg może być wykorzystywana jako podłoże do produkcji niektórych grzybów jadalnych, np. boczniaka. Gatunek dostarcza także późnych pożytków pszczelich, zaś ze względu na niewielkie wymagania siedliskowe i silny wzrost bywa wykorzystywany w nasadzeniach przeciwerozyjnych. Stosowany jest także w rekultywacji gleb zasolonych, zanieczyszczonych substancjami ropopochodnymi i na terenach górniczych.

## Uprawa
Słonecznik bulwiasty jest niewymagający i łatwy w uprawie. Uprawy są wieloletnie, choć zwykle pola zajmowane są przez 2–3 lata. Dłuższa uprawa w tym samym miejscu wiąże się ze zmniejszeniem wielkości plonów. Mimo że gatunek uprawiany jest głównie w strefie klimatu umiarkowanego, wprowadzany jest także do upraw w strefie międzyzwrotnikowej, gdzie słabsze plony rekompensowane są szybkim wzrostem w warunkach wyższych temperatur. Przy planowaniu uprawy rozstrzygnąć trzeba, czy ma ona na celu uzyskanie dużego plonu bulw, czy biomasy nadziemnej. W przypadku bowiem ścięcia pędów zanim liście same na nich obumrą, bulwy nie osiągną maksymalnych rozmiarów. Ścięcie pędów w optymalnym dla pozyskania biomasy okresie, tuż przed kwitnieniem, powoduje ograniczenie wzrostu bulw nawet o 40–60%. Z kolei zachowanie do mrozów części nadziemnych rośliny pozwala na maksymalny wzrost bulw, jednak zupełnie znika wówczas wartość paszowa pędów.
WymaganiaTopinambur rośnie prawie na każdej glebie, jest też odporny na mróz i dość odporny na suszę. Wymagania ma podobne do ziemniaków – najlepiej rośnie na glebie żyznej, umiarkowanie wilgotnej, głębokiej i przewiewnej. Na glebach gliniastych daje słabsze plony. Na glebach słabszych udaje się lepiej niż ziemniaki. Spośród warunków klimatycznych czynnikiem niezbędnym do rozwoju jest trwający minimum 125 dni okres bez przymrozków, a dla dużych plonów optymalna jest wyrównana temperatura z przedziału 18–26 °C. Uprawiany może być od 3 do 9 strefy mrozoodporności.
RozmnażanieRozmnaża się go wyłącznie wegetatywnie za pomocą bulw. Używać można do sadzenia bulw w całości lub ich fragmentów o masie ok. 50 g z 2 lub 3 oczkami. Wysadza się je wiosną, po ustąpieniu mrozów, na głębokości ok. 5–10 cm lub nieco głębiej, na ok. 10–15 cm jesienią. Przy sadzeniu należy zachować odstępy między rzędami wynoszące ok. 60–70 cm, a w obrębie rzędu odstępy powinny wynosić ok. 30–60 cm. W kolejnych latach uprawy z bulw zachowanych w ziemi (zawsze część ich zostaje, nawet po starannym zbiorze) wyrastają nowe rośliny. Do obsadzenia 1 ha potrzeba od 160 kg bulw do 320 kg, a w tropikach, gdzie rośliny sadzi się gęściej – jeszcze więcej.
PielęgnacjaUprawa topinamburu powinna być odchwaszczona, a jesienią poprzedzającą sadzenie pole powinno zostać głęboko przekopane i obficie nawiezione nawozem naturalnym lub zielonym. W czasie uprawy gleba powinna być spulchniana i odchwaszczana. Można też glebę zasilać nawozami mineralnymi (zwłaszcza potasowymi) w czasie wegetacji. Jesienią ponownie można też płytko przekopać nawóz organiczny. Zaleca się podsypać ziemią podstawy łodyg w celu poprawy stabilności roślin. Przy uprawie w mniejszej skali w miejscach eksponowanych można rośliny prowadzić przy palikach lub skracać w końcu lata do wysokości ok. 1,5 metra. Dla uzyskania większego plonu bulw warto także usuwać pączki kwiatowe. W przypadku suszy wskazane jest też podlewanie roślin.
Zbiór i przechowywanieBulwy zbiera się od jesieni do mrozów, ewentualnie wiosną. Plon bulw z 1 ha bywa wyższy w porównaniu do ziemniaków i wynosi zwykle 20–30 ton. Rekordowe zbiory wynoszące 150-160 t/ha uzyskano w Rosji, na północ od Kaukazu. Bulwy mogą być przechowywane w glebie i wykopywane zarówno jesienią, jak i wiosną w zależności od potrzeb. W tym czasie nie tracą nic ze swych właściwości odżywczych. W lodówce mogą być przechowywane przez okres do 2 tygodni. Po wykopaniu przechowywać je najlepiej w wilgotnym piasku i torfie w chłodnym pomieszczeniu – tak mogą być przechowywane przez 5 miesięcy. Bulwy przechowywane w suchym powietrzu szybko więdną i miękną.

## Zwalczanie
Ze względu na inwazyjne rozprzestrzenianie się w siedliskach ruderalnych i nadrzecznych, znaczne ograniczanie różnorodności biologicznej i łatwość w regeneracji – jest gatunkiem postulowanym do objęcia monitoringiem przez Europejską i Śródziemnomorską Organizację Ochrony Roślin. Ze względu na kluczowe znaczenie prewencji w ograniczaniu skutków inwazji postuluje się wykluczenie upraw tego gatunku na terenach w pobliżu wód i obszarów chronionych.
Do zwalczania słonecznika bulwiastego stosuje się metody mechaniczne, chemiczne, biologiczne i kombinowane. Na niewielkich powierzchniach skuteczne może być dokładne wykopywanie bulw i wyrywanie odrostów, ewentualnie ich spasanie. Na dużych powierzchniach zaleca się 3–4-krotne wyrywanie bulw i odrostów w ciągu sezonu wegetacyjnego. Z uwagi na zachowywanie żywotności przez bulwy przez dwa lata – przez taki czas konieczne jest zwalczanie wybijających pędów. Z dala od wód można stosować selektywne pestycydy, zwłaszcza w połączeniu z koszeniem. Dobre efekty daje zastosowanie pestycydów w okresie poprzedzającym kwitnienie. Najlepszym terminem na koszenie jest czerwiec ze względu na znaczne ograniczenie tworzenia się bulw. Przy zwalczaniu biologicznym stosuje się grzyby wywołujące choroby, zwłaszcza zgniliznę twardzikową.
Dla ograniczenia rozrastania się słonecznika bulwiastego na określonej powierzchni – miejsce uprawy należy otoczyć głębokim rowkiem, uniemożliwiając w ten sposób rozwój kłączy poza wyznaczone pole.

## Choroby i szkodniki

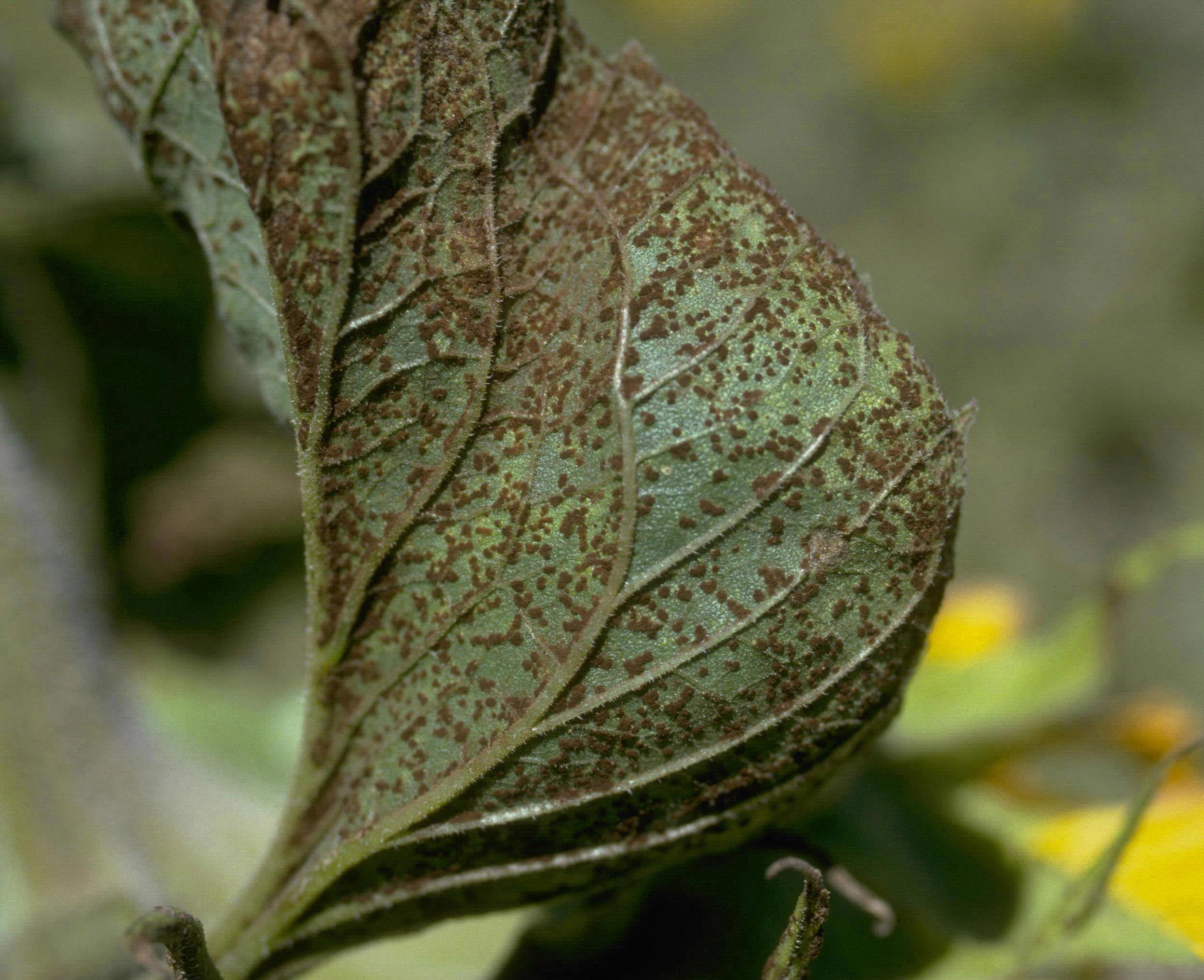
Rdza Puccinia helianthi na liściu słonecznika
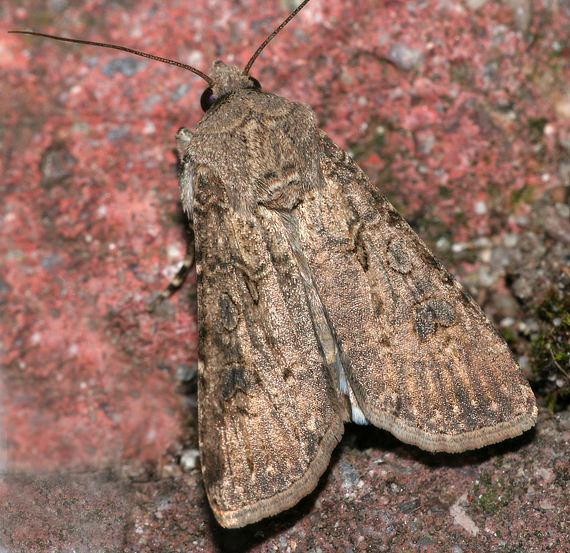
Dorosły motyl rolnicy zbożówki
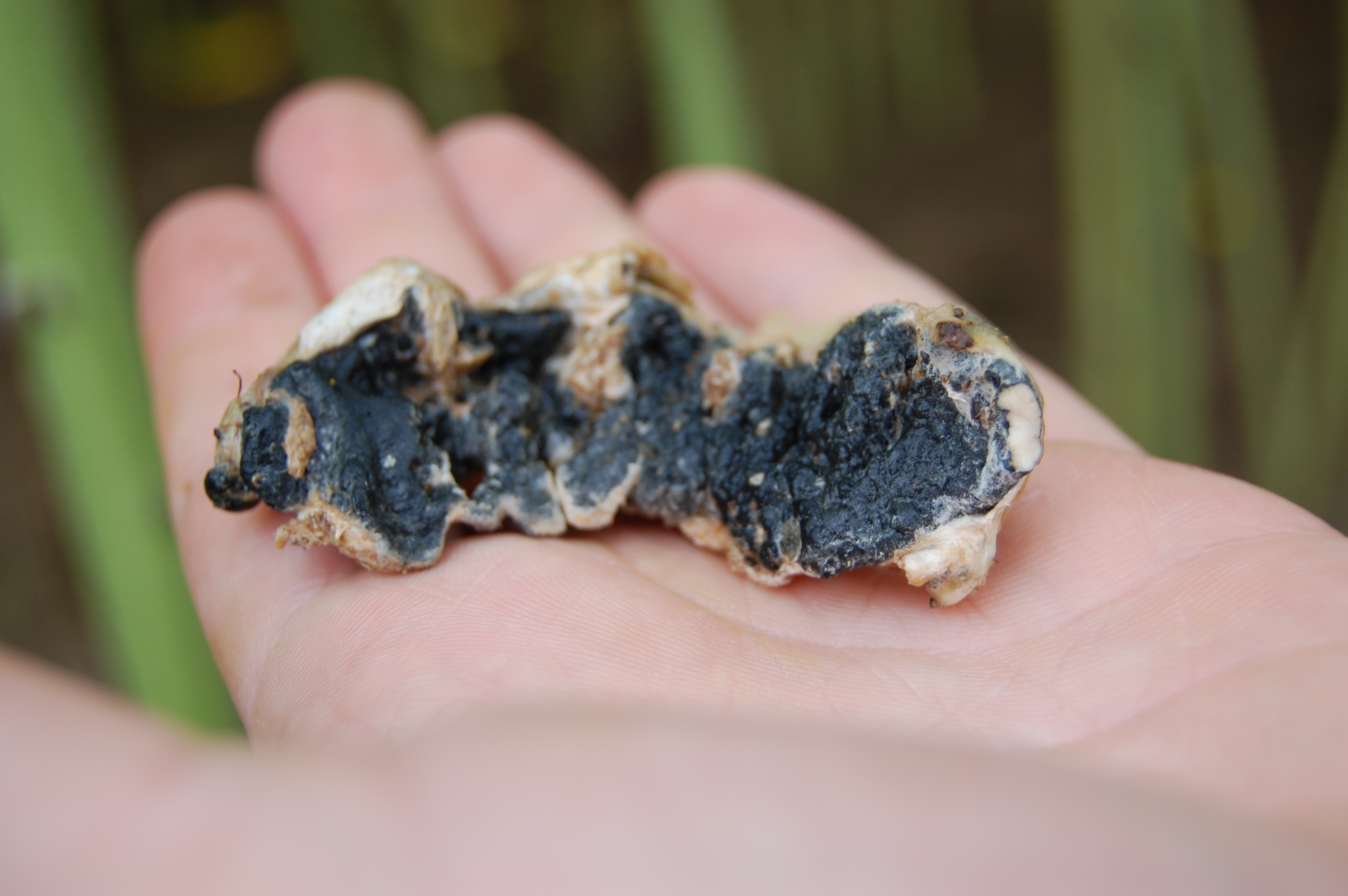
Sklerocjum Sclerotinia sclerotiorum

Słonecznik bulwiasty jest generalnie rośliną odporną na choroby i szkodniki. Najpoważniejsze straty w uprawach powoduje rdza słonecznika wywołana przez Puccinia helianthi – po jej pojawieniu konieczne jest porzucenie pola i zmiana miejsca uprawy. Podstawy łodyg porażane są poza tym przez zgniliznę twardzikową wywoływaną przez workowca twardnicę pasożytniczą Sclerotinia sclerotiorum. Porażone łodygi pokrywają się białym nalotem i zamierają. W celu ograniczenia szkód należy stosować fungicydy, a zaatakowane rośliny usuwać i palić. Mniejsze znaczenie mają liczne inne gatunki grzybów wywołujące choroby słoneczników.
Szkody w plonach powodują także ślimaki oraz nornice zjadające bulwy. Na łodygach u ich nasady żerują gąsienice rolnicy zbożówki (Agrotis segetum).